# Burgh le Marsh
Burgh le Marsh är en stad och civil parish i East Lindsey i Lincolnshire i England. Orten har 2 016 invånare (2001). Byn nämndes i Domedagsboken (Domesday Book) år 1086, och kallades då Burch/Burg.